# Akphaezya
 (avril 2025).
Motif : page déjà supprimée en 2010, voir Discussion:Akphaezya/Admissibilité.
- Archive Wikiwix
- Bing
- Cairn
- DuckDuckGo
- E. Universalis
- Gallica
- Google
- G. Books
- G. News
- G. Scholar
- Persée
- Qwant
- (zh) Baidu
- (ru) Yandex
- (wd) trouver des œuvres sur Wikidata

| 1. | Préciser le motif de la pose du bandeau. | Précisez le motif de la pose du bandeau en utilisant la syntaxe suivante : {{admissibilité à vérifier\|date=mai 2025\|motif=remplacez ce texte par le motif}}                  |
| 2. | Informer les utilisateurs concernés.     | Pensez à avertir le créateur de l'article, par exemple, en insérant le code ci-dessous sur sa page de discussion : {{subst:avertissement admissibilité à vérifier\|Akphaezya}} |

 (avril 2025).
Akphaezya est un groupe français de metal progressif fondé en 2002. Il est reconnu pour son mélange éclectique de styles incluant le jazz, la musique orientale, le metal extrême et le théâtre musical, dans un univers narratif dense et symbolique.
Le groupe a 3 albums à son actif.

## Histoire

### Débuts etAnthology II(2004–2008)
Après une démo autoproduite en 2004, Akphaezya sort son premier album studio, Anthology II : Links from the Dead Trinity en 2008 chez Ascendance Records et le mythique label anglais Candlelight Records (Opeth...). Le disque pose les bases d’un univers musical très personnel, oscillant entre brutalité et raffinement, et s’inscrivant dans un récit d'heroic fantasy symbolique, autour du personnage de Khym. 

### Anthology IV: The Tragedy of Nerak(2012)
Le deuxième album, Anthology IV : The Tragedy of Nerak, paraît en 2012 via Code666 et Aural Music. Ecrit comme une pièce de théatre issu de la grèce antique, cet album depeint la romance impossible entre deux protagonistes, Khym et Nimmim, appartenant tous deux à d'anciens camps opposés. Le clip de la chanson "Nemesis" illustre l'ensemble de ce drame dans un sorte de court métrage en animation 2D.

### Fell Down the Veil (Antology I, III & V(2024)
En 2024, le groupe publie Fell Down the Veil via N-Vox Prod. Cet album regroupe sous une forme conceptuelle les anthologies I, III et V, restées jusqu'alors inédites. Le disque prend la forme d’un roman noir musical, mêlant enquête, récits d’asile psychiatrique et allégories mythologiques. un jour, le jeune Khym reçoit une série de lettres qui vont changer sa vie. 

## Style musical et influences
Akphaezya se distingue par son approche musicale protéiforme. Le metal progressif, le jazz, la musique classique, le cabaret, le metal extrême et les influences orientales y cohabitent. Les compositions de Stephan H. se démarquent par leur richesse harmonique et structurelle.
L'apport de Nehl Aëlin, chanteuse de 2002 à 2016, dont les influences jazz et l'approche pianistique ont contribué à forger l'identité du groupe. À partir de 2016, Hakata Ooh prend le relais au chant, apportant une touche alternative et un débit vocal parfois influencé par le hip-hop.

## Membres
- Stephan H. (alias ZagZero) – guitare, composition, textes
- Hakata Ooh – chant (depuis 2016)
- Stef "Begsman" Beguier – basse
- Loïc Moussaoui – batterie
- Nehl Aëlin – chant (2002–2016)

## Discographie
- 2004 : démo autoproduite
- 2008 : Anthology II : Links from the Dead Trinity (Candlelight / Ascendance)
- 2012 : Anthology IV : The Tragedy of Nerak (Code666 / Aural Music)
- 2024 : Fell Down the Veil (Anthologies I, III & V) (N-Vox Prod.)

## Clips
Akphaezya a 3 clips à son actif :
- Nemesis (2012)
- Dissociative Identity Disorder (2024)
- Case 24-135 (2025)

## Concerts
Depuis 2002, Akphaezya a tourné dans toute l'Europe : ProgPower Europe (Pays-Bas), SWR Barroselas MetalFest(Portugal), Glazart (Paris / France), Magasin 4 (Bruxelles / Belgique), SoundStation (Liège / Belgique), H'elles on stage (Lyon / France), le Poulpaphone, Espagne etc... Jouant avec des groupes tels que Cryptopsy, Puppetmastaz, Pentagram, Dark Age, Ultra Vomit, ebony bones, Dagoba, Black Bomb A, Furia, Unexpect, In Arkadia, Hacride, Skeptical Minds, Primal Age,
Uneven structure, Circus maximus.